# Ascoli Calcio 1898 FC
Ascoli Calcio 1898 F.C. is een Italiaanse voetbalclub uit Ascoli Piceno, opgericht in 1898. De club speelt zijn thuiswedstrijden in het Cino e Lillo Del Duca.
De club werd in de zomer van 2005 tot de Serie A toegelaten, door het terugzetten van Genoa en Torino wegens onregelmatigheden in het seizoen 2004/05. Genoa werd veroordeeld van fraude en Torino had financiële problemen. Ascoli had sinds 1992 niet meer in de Serie A gespeeld en kwam tussen 1996 en 2002 zes seizoenen uit in de Serie C, maar promoveerde toen weer naar de Serie B.

## Erelijst
| Competitie | Aantal | Jaren      |
| ---------- | ------ | ---------- |
| Mitropacup | 1x     | 1987       |
| Serie B    | 2x     | 1978, 1986 |

## Naamswijzigingen
- 1898-1905 : Candido Augusto Vecchi
- 1905-1921 : Ascoli Vigor
- 1921-1945 : Unione Sportiva Ascolana
- 1945-1954 : Associazione Sportiva Ascoli
- 1954-1971 : Associazione Sportiva Del Duca Ascoli
- 1971-2014 : Ascoli Calcio 1898
- 2014-2018 : Ascoli Picchio FC 1898
- 2018- : Ascoli Calcio 1898 F.C.

## Eindklasseringen (grafisch)
- 1946 9e
Serie C
- 1947 12e
Serie C
- 1948 12e
Serie C
- 1949 11e
n4
- 1950 12e
n4
- 1951 10e
n4
- 1952 3e
n4
- 1953 2e
n4
- 1954 4e
n4
- 1955 15e
n4
- 1956 2e
n5
- 1957 1e
n5
- 1958 5e
n4
- 1959 4e
n4
- 1960 7e
Serie C
- 1961 6e
Serie C
- 1962 14e
Serie C
- 1963 13e
Serie C
- 1964 4e
Serie C
- 1965 4e
Serie C
- 1966 8e
Serie C
- 1967 10e
Serie C
- 1968 8e
Serie C
- 1969 3e
Serie C
- 1970 4e
Serie C
- 1971 4e
Serie C
- 1972 1e
Serie C
- 1973 4e
Serie B
- 1974 2e
Serie B
- 1975 12e
Serie A
- 1976 14e
Serie A
- 1977 9e
Serie B
- 1978 1e
Serie B
- 1979 10e
Serie A
- 1980 4e
Serie A
- 1981 10e
Serie A
- 1982 6e
Serie A
- 1983 13e
Serie A
- 1984 10e
Serie A
- 1985 14e
Serie A
- 1986 1e
Serie B
- 1987 12e
Serie A
- 1988 12e
Serie A
- 1989 12e
Serie A
- 1990 18e
Serie A
- 1991 4e
Serie B
- 1992 18e
Serie A
- 1993 6e
Serie B
- 1994 7e
Serie B
- 1995 18e
Serie B
- 1996 4e
Serie C1
- 1997 8e
Serie C1
- 1998 10e
Serie C1
- 1999 8e
Serie C1
- 2000 3e
Serie C1
- 2001 5e
Serie C1
- 2002 1e
Serie C1
- 2003 12e
Serie B
- 2004 11e
Serie B
- 2005 6e
Serie B
- 2006 12e
Serie A
- 2007 19e
Serie A
- 2008 8e
Serie B
- 2009 16e
Serie B
- 2010 9e
Serie B
- 2011 17e
Serie B
- 2012 15e
Serie B
- 2013 20e
Serie B
- 2014 15e
Prima Divisione
- 2015 2e
Lega Pro
- 2016 15e
Serie B
- 2017 16e
Serie B
- 2018 18e
Serie B
- 2019 13e
Serie B
- 2020 14e
Serie B
- 2021 16e
Serie B
- 2022 6e
Serie B
- 2023 12e
Serie B
- 2024 18e
Serie B
- 2025 15e
Serie C

- Serie A
- Serie B
- Serie C
- Prima Divisione
- n5
- n4

## Eindklasseringen
| Seizoen   | №  | Clubs | Divisie             | Duels | Winst | Gelijk | Verlies | Doelsaldo | Punten | Tsch    | Coppa Italia |
| --------- | -- | ----- | ------------------- | ----- | ----- | ------ | ------- | --------- | ------ | ------- | ------------ |
| 2000–2001 | 5  | 18    | Serie C1 (Girone B) | 34    | 14    | 12     | 8       | 47–33     | 54     | ??      | 3e groep 4   |
| 2001–2002 | 1  | 18    | Serie C1 (Girone B) | 34    | 18    | 13     | 3       | 55–26     | 67     | 7.526   | 3e groep 2   |
| 2002–2003 | 12 | 20    | Serie B             | 38    | 13    | 9      | 16      | 46–52     | 48     | 8.391   | 2e groep 5   |
| 2003–2004 | 11 | 24    | Serie B             | 46    | 14    | 18     | 14      | 54–54     | 60     | 5.962   | 3e groep 6   |
| 2004–2005 | 5  | 22    | Serie B             | 42    | 17    | 11     | 14      | 51–52     | 62     | 6.095   | 3e groep 4   |
| 2005–2006 | 12 | 20    | Serie A             | 38    | 9     | 16     | 13      | 43–53     | 43     | 11.154  | 2e ronde     |
| 2006–2007 | 19 | 20    | Serie A             | 38    | 5     | 12     | 21      | 36–67     | 27     | 6.829   | 2e ronde     |
| 2007–2008 | 8  | 22    | Serie B             | 42    | 16    | 14     | 12      | 64–49     | 62     | 6.413   | 8e finale    |
| 2008–2009 | 16 | 22    | Serie B             | 42    | 14    | 10     | 18      | 37–48     | 51     | 5.237 } | 4e ronde     |
| 2009–2010 | 9  | 22    | Serie B             | 42    | 15    | 12     | 15      | 57–57     | 57     | 4.942   | 3e ronde     |
| 2010–2011 | 17 | 22    | Serie B             | 42    | 14    | 14     | 14      | 44–48     | 50     | 6.012   | 3e ronde     |
| 2011–2012 | 15 | 22    | Serie B             | 42    | 15    | 11     | 16      | 47–50     | 49     | 3.091   | 3e ronde     |
| 2012–2013 | 20 | 22    | Serie B             | 42    | 11    | 9      | 22      | 48–67     | 41     | 3.081   | 3e ronde     |
| 2013–2014 | 15 | 17    | Lega Pro Girone B   | 32    | 8     | 7      | 17      | 32–45     | 24     | 1.861   | 1e ronde     |
| 2014–2015 | 2  | 20    | Lega Pro Girone B   | 38    | 19    | 14     | 5       | 61–37     | 71     | 5.145   | 8e finale    |
| 2015–2016 | 15 | 22    | Serie B             | 42    | 13    | 8      | 21      | 45–64     | 47     | 6.575   | 1e ronde     |
| 2016–2017 | 16 | 22    | Serie B             | 42    | 10    | 19     | 13      | 44–49     | 49     | 5.254   | 2e ronde     |
| 2017–2018 | 18 | 22    | Serie B             | 42    | 11    | 13     | 18      | 40-60     | 46     | 5.371   | 3e ronde     |
| 2018–2019 | 13 | 19    | Serie B             | 36    | 10    | 13     | 13      | 40-56     | 43     | 6.062   | 2e ronde     |
| 2019–2020 | 14 | 20    | Serie B             | 38    | 13    | 7      | 18      | 50-58     | 46     | 3.848   | 4e ronde     |
| 2020–2021 | 16 | 20    | Serie B             | 38    | 11    | 11     | 16      | 37-48     | 44     | -       | 2e ronde     |
| 2021–2022 | 6  | 20    | Serie B             | 38    | 19    | 8      | 11      | 52-42     | 65     | 4.287   | 1e ronde     |
| 2022-2023 | 12 | 20    | Serie B             | 38    | 12    | 11     | 15      | 40-47     | 47     | 7.1939  | 2e ronde     |
| 2023-2024 | 18 | 20    | Serie B             | 38    | 9     | 14     | 15      | 38-42     | 41     | 7.064   | 1e ronde     |
| 2024-2025 | 15 | 20    | Serie C Groep B     | 38    | 9     | 13     | 16      | 37-46     | 40     | 4.686   | --           |

## Ascoli Calcio in Europa
1/2 = halve finale, F = Finale, T/U = Thuis/Uit, W = Wedstrijd .
Uitslagen vanuit gezichtspunt Ascoli Calcio
| Seizoen | Competitie | Ronde | Land                 | Club                | Totaalscore | 1e W    |
| ------- | ---------- | ----- | -------------------- | ------------------- | ----------- | ------- |
| 1987    | Mitropacup | 1/2   | Vlag van Joegoslavië | FK Spartak Subotica | 2-1         | 2-1 (T) |
|         |            | F     | Vlag van Tsjechië    | Bohemians Praag     | 1-0         | 1-0 (T) |

## Bekende (ex-)spelers
- Andrea Barzagli
- Giuseppe Bellusci
- Luigi Di Biagio
- Salvatore Bocchetti
- Eric Botteghin
- Oliver Bierhoff
- Igor Budan

- Ludo Coeck
- Marco Delvecchio
- Cristiano Del Grosso
- Marco Ferrante
- Anthony Fontana
- Bruno Giordano
- Giampiero Maini

- Winston Parks
- Fabio Quagliarella
- Apostolos Vellios
- Patrick Vervoort

### Internationals
De navolgende voetballers kwamen als speler van Ascoli Calcio 1898 F.C. uit voor een vertegenwoordigend Europees A-elftal. Tot op heden is Enar Jääger degene met de meeste interlands achter zijn naam. Hij kwam als speler van Ascoli Calcio 1898 in totaal zes keer uit voor het Estische nationale elftal.
| Naam               | Van        | Tot        | Totaal | Nationaal elftal |
| ------------------ | ---------- | ---------- | ------ | ---------------- |
| Enar Jääger        | 12.08.2009 | 14.11.2009 | 6      | Estland          |
| Liam Brady         | 10.09.1986 | 18.02.1987 | 4      | Ierland          |
| Ervin Skela        | 02.09.2006 | 11.10.2006 | 3      | Albanië          |
| Borislav Cvetković | 14.09.1988 | 19.11.1988 | 3      | Joegoslavië      |
| Aleksandar Luković | 16.08.2006 | 06.09.2006 | 3      | Servië           |
| Viktor Budyanskiy  | 02.06.2007 | 06.06.2007 | 2      | Rusland          |
| Patrick Vervoort   | 11.09.1991 | 11.09.1991 | 1      | België           |

## Trainers
- Antonio Renna (1977-1979)
- Carlo Mazzone (1981-1984)
- Vujadin Boškov (1985-1986)
- Ilario Castagner (1986-1988)
- Aldo Agroppi (1990)
- Nedo Sonetti (1990-1991)
- Giuseppe Pillon (2001-2003)
- Loris Dominissini (2003-2004)

- Marco Giampaolo (2004-2006)
- Attilio Tesser (2006)
- Nedo Sonetti (2006-2007)
- Ivo Iaconi (2007-2008)
- Cuono di Costanzo (2008)
- Alessandro Pane (2008-2009)
- Vicenzo Chiarenza (2008)
- Franco Colomba (2008-2009)

- Elio Gustinetti (2010)
- Fabrizio Castori (2010-2011)
- Massimo Silva (2011-2013)
- Rosario Pergolizzi (2013-2014)
- Mario Petrone (2014-2015)
- Devis Mangia (2015-2016)